# Калюжный, Николай Гаврилович
Николай Гаврилович Калюжный (1913, Нальчик или Новомосковск, Екатеринославская губерния — 13 ноября 1943, Попельнянский район, Житомирская область) — командир роты 1318-го стрелкового полка 163-й Ромненско-Киевской стрелковой дивизии 38-й армии 1-го Украинского фронта, лейтенант. Герой Советского Союза.

## Биография
Родился в 1913 году в городе Нальчик или городе Новомосковск (по неподтверждённым данным в станице Мечётинская Зерноградского района Ростовской области). Русский.  
В 1934—1936 годах проходил действительную воинскую службу. По возвращении из армии был учеником слесаря, затем работал слесарем по ремонту автомобилей в Нальчике. В 1939—1940 годах вновь проходил действительную воинскую службу. В 1940 году окончил курсы младших лейтенантов. Член ВКП(б).
В июне 1941 года вновь призван в ряды Красной армии. В боях Великой Отечественной войны с мая 1943 года. Воевал на Воронежском и 1-м Украинском фронтах. Был ранен.
Осенью 1943 года был форсирован Днепр и взят Киев. Советские войска стремительно продвигались на запад. Завязались ожесточённые кровопролитные бои. Участие в них принимала и 163-я Ровненско-Киевская стрелковая дивизия, которая заняла выгодный рубеж у села Парипсы Попельнянского района. В головную заставу была назначена 9-я рота 1318-го полка, которой командовал лейтенант Николай Гаврилович Калюжный. 11 ноября 1943 года в бою в районе села Парипсы (Попельнянский район Житомирской области Украинской ССР) Калюжный подбил 2 танка.
Погиб в бою 13 ноября 1943 года возле села Парипсы Попельнянского района Житомирской области Украинской ССР, где и похоронен.
Указом Президиума Верховного Совета СССР от 3 июня 1944 года за доблесть и мужество, проявленные в боях при освобождении Житомирщины лейтенанту Николаю Гавриловичу Калюжному посмертно присвоено звание Героя Советского Союза.

## Награды
- Медаль «Золотая Звезда» (3 июня 1944);
- Орден Ленина (3 июня 1944);
- Орден Красного Знамени;
- Орден Красной Звезды;
- медали.

## Память
- На улице имени Калюжного в Нальчике также установлена мемориальная доска.
- Седьмая школа Нальчика носит имя Калюжного.